# Éclaron-Braucourt-Sainte-Livière
Éclaron-Braucourt-Sainte-Livière – miejscowość i gmina we Francji, w regionie Grand Est, w departamencie Górna Marna.
Według danych na rok 1990 gminę zamieszkiwało 1827 osób, a gęstość zaludnienia wynosiła 34 osób/km².